# Union sportive fuxéenne
Dernière mise à jour : 7 octobre 2021.
L’Union sportive fuxéenne (ou US Foix) basée à Foix, dans l'Ariège, est un club français de rugby à XV.

## Historique

### Les débuts du club
L'Union sportive fuxéenne est créée en 1928, résultant de la fusion du Stade fuxéen et du Sport athlétique fuxéen,.
En 1939, Foix manque de peu la qualification pour la finale du Championnat de France de 2e division, battu lors de la dernière phase (2 poules de 3) par le FC Lourdes et le FC Oloron.
Le club monte toutefois en première division après un barrage remporté devant Chalon.

### Montée en première division
À la reprise en 1943, le club joue dans une première première division finalement élargie à 95 clubs puis est relégué trois ans plus tard alors que la nouvelle formule n'autorise que les 32 meilleures formations.

### Retour en première division
Demi-finaliste du Championnat de France de 2e division en 1959, l’USF a retrouvé l’élite du rugby français en 1960.
Lors de la saison 1959-1960, il termine la saison invaincu à domicile et joue les huitièmes de finale du championnat de France.
Le club reste onze saisons en première division malgré le départ du jeune Jacques Crampagne‌‌.
Après avoir encore perdu ses meilleurs éléments comme le troisième ligne centre René Bonnefont qui quitte alors le club pour le Racing club de France, Foix est relégué en 1970.

### Descente en deuxième division

#### Champion de France juniors Crabos 1975
Les jeunes de l'US Foix disputent en 1975 la finale du championnat de France juniors Crabos et s'imposent face à l'US Vinay sur le score de 28-13.

#### Vice-champion de France de deuxième division 1980
Le club est aussi vice-champion de France de deuxième division en 1980 avec un certain Francis Dejean en deuxième ligne.
Il retrouve alors la première division groupe B avant d'être relégué à nouveau en deuxième division en 1986.

## Identité visuelle

### Couleurs et maillots
Les couleurs du club sont le sang et l'or.

### Logo

Évolution du logo
Ancien logo.
Ancien logo abandonné en 2019.
Logo depuis 2019.

## Palmarès
- Championnat de France de première division :
  - Huitième de finaliste (1) : 1960

- Championnat de France de deuxième division :
  - Vice-champion (1) : 1980

- Championnat de France juniors Crabos :
  - Champion (1) : 1975

## Les finales de l’Union sportive fuxéenne
| Date de la finale | Vainqueur   | Score  | Finaliste |
| ----------------- | ----------- | ------ | --------- |
| 1980              | SA Hagetmau | 16 - 7 | US Foix   |

## Personnalités du club

### Joueurs célèbres
- Francis Dejean[6]
- Yvan Watremez

### Présidents
- ???? - ???? : Jean-Noël Fondère
- 2014 - 2021 : Pierre Rouch
- Depuis 2021 : Sébastien Lozano, Christophe Péreira, Romain Pautot et Frédéric Roux